# Kabinet van Wederzijdse Hulp
Het Kabinet van Wederzijdse Hulp (Indonesisch: Kabinet Gotong Royong) of Samenwerkend Kabinet was een Indonesisch kabinet dat regeerde in de jaren 2001-2004, onder leiding van president Megawati Soekarnoputri en vicepresident Hamzah Haz. De naam van het kabinet, Gotong Royong, verwijst naar een traditioneel concept in Indonesië en Maleisië dat werd gepromoot door oud-president Soekarno, de vader van Megawati. Oorspronkelijk is het een term die verwijst naar het samenwerken van mensen binnen een gemeenschap voor een gezamenlijk doel (bijvoorbeeld onderhoud van het dorpsplein), maar Soekarno zag het als een nationaal principe. Megawati deed de term herleven voor haar kabinet waarin ministers van verschillende politieke partijen en uit het leger zouden samenwerken. Gotong Royong wordt vaak vertaald als 'wederzijds samenwerken' of 'wederzijdse hulp', maar bijvoorbeeld ook wel als 'gemeenschapsontwikkeling' of 'solidariteit'.

## Kabinetsprogramma
Het kabinetsprogramma van het Kabinet van Wederzijdse Hulp bestond uit de volgende zes hoofdpunten:
1. Behoud van de eenheid van het volk binnen het kader van de eenheidsstaat.
2. Voortzetten van het process van de Reformasi en democratisering met een duidelijk kader, richting en agenda, met inachtneming van mensenrechten.
3. Normalisering van het economische en sociale leven, voor een goede basis voor de levensomstandigheden van het volk.
4. Consequente toepassing van de wet, om te zorgen voor een veilig gevoel, en het tegengaan van corruptive en nepotisme.
5. Een onafhankelijk en actief buitenlands beleid met herstel van de nationale waardigheid en het buitenlandse vertrouwen, inclusief bij kredietbeoordelaars en investeerders.
6. Het voorbereiden van veilige, ordelijke en directe parlements- en presidentsverkiezingen met stemgeheim in 2004.

## Samenstelling

### President en vicepresident
| President              | President | Vicepresident | Vicepresident |
| ---------------------- | --------- | ------------- | ------------- |
| Megawati Soekarnoputri |           |               | Hamzah Haz    |

### Coördinerend ministers
| Nr. | Ministerspost                                            | Minister                                             | Minister                                     | Partij |
| --- | -------------------------------------------------------- | ---------------------------------------------------- | -------------------------------------------- | ------ |
| 1   | Coördinerend Minister voor Politieke en Veiligheidszaken |                                                      | Susilo Bambang Yudhoyono (tot 11 maart 2004) |        |
| 1   | Coördinerend Minister voor Politieke en Veiligheidszaken | Hari Sabarno (waarnemend, vanaf 12 maart 2004)       |                                              |        |
| 2   | Coördinerend Minister voor Volkswelvaart                 |                                                      | Jusuf Kalla (tot 19 april 2004)              | Golkar |
| 2   | Coördinerend Minister voor Volkswelvaart                 | Abdul Malik Fadjar (waarnemend, vanaf 22 april 2004) |                                              |        |
| 3   | Coördinerend Minister voor Economische Zaken             |                                                      | Dorodjatun Kuntjoro-Jakti                    |        |

### Ministers
| Nr. | Ministerspost                                           | Minister                                 | Minister                       | Partij |
| --- | ------------------------------------------------------- | ---------------------------------------- | ------------------------------ | ------ |
| 4   | Minister van Justitie en Mensenrechten                  |                                          | Yusril Ihza Mahendra           | PBB    |
| 5   | Minister van Defensie                                   |                                          | Matori Abdul Djalil            | PKB    |
| 6   | Minister van Binnenlandse Zaken                         |                                          | Hari Sabarno                   |        |
| 7   | Minister van Buitenlandse Zaken                         |                                          | Hassan Wirajuda                |        |
| 8   | Minister van Gezondheid                                 |                                          | Achmad Sujudi                  |        |
| 9   | Minister van Nationaal Onderwijs                        |                                          | Abdul Malik Fadjar             |        |
| 10  | Minister van Sociale Zaken                              |                                          | Bachtiar Chamsyah              | PPP    |
| 11  | Minister van Godsdienst                                 |                                          | Said Agil Husin Al Munawar     |        |
| 12  | Minister van Arbeid en Transmigratie                    |                                          | Jacob Nuwa Wea                 | PDI-P  |
| 13  | Minister van Financiën                                  |                                          | Boediono                       |        |
| 14  | Minister van Industrie en Handel                        |                                          | Rini Soemarno                  |        |
| 15  | Minister van Energie en Minerale Hulpbronnen            |                                          | Purnomo Yusgiantoro            |        |
| 16  | Minister van Transport                                  |                                          | Agum Gumelar (tot 24 mei 2004) |        |
| 16  | Minister van Transport                                  | Soenarno (waarnemend, vanaf 24 mei 2004) |                                |        |
| 17  | Minister van Landbouw                                   |                                          | Bungaran Saragih               |        |
| 18  | Minister van Bosbouw                                    |                                          | Mohamad Prakosa                | PDI-P  |
| 19  | Minister van Nederzettingen en Regionale Infrastructuur |                                          | Soenarno                       |        |
| 20  | Minister van Maritieme Zaken en Visserij                |                                          | Rokhmin Dahuri                 | PDI-P  |

### Ministers van staat
| Nr. | Ministerspost                                                            | Minister | Minister              | Partij |
| --- | ------------------------------------------------------------------------ | -------- | --------------------- | ------ |
| 21  | Minister van Staat voor Benutting van het Staatsapparaat                 |          | Muhammad Feisal Tamin |        |
| 22  | Minister van Staat voor Cultuur en Toerisme                              |          | I Gede Ardhika        |        |
| 23  | Minister van Staat voor Versnelde Ontwikkeling van Oost-Indonesië        |          | Manuel Kaisiepo       |        |
| 24  | Minister van Staat voor Nationale Ontwikkelingsplanning                  |          | Kwik Kian Gie         | PDI-P  |
| 25  | Minister van Staat voor Communicatie en Informatie                       |          | Syamsul Mu'arif       | Golkar |
| 26  | Minister van Staat voor Staatsbedrijven                                  |          | Laksamana Sukardi     | PDI-P  |
| 27  | Minister van Staat voor Onderzoek en Technologie                         |          | Hatta Rajasa          | PAN    |
| 28  | Minister van Staat voor Coöperaties en Kleine en Middelgrote Ondernemers |          | Alimarwan Hanan       | PPP    |
| 29  | Minister van Staat voor Vrouwenemancipatie                               |          | Sri Redjeki Sumarjoto | Golkar |
| 30  | Minister van Staat voor Milieu                                           |          | Nabiel Makarim        |        |

### Beambten met de status van minister
| Nr. | Ministerspost                             | Minister | Minister           | Partij |
| --- | ----------------------------------------- | -------- | ------------------ | ------ |
| 31  | Staatssecretaris                          |          | Bambang Kesowo     |        |
| 32  | Hoofd van de Nationale Inlichtingendienst |          | A.M. Hendropriyono |        |
| 33  | Procureur-generaal                        |          | M. A. Rachman      |        |